# Emmanuel Nadingar
Emmanuel Djelassem Nadingar (1951) è un politico ciadiano.
È stato Primo ministro del Ciad dal marzo 2010 al gennaio 2013.